# Saksit Jitwichan
Saksit Jitwichan (thailändisch ศักดิ์สิทธิ์ จิตวิจารณ์, * 9. Oktober 1997), auch als Mike bekannt, ist ein thailändischer Fußballspieler.

## Karriere
Saksit Jitwichan stand bis Mitte 2020 beim Chamchuri United FC unter Vertrag. Der Verein aus der thailändischen Hauptstadt Bangkok spielte in der dritten Liga, der Thai League 3, in der Lower Region. 2020 absolvierte er zwei Drittligaspiele. Mitte 2020 wechselte er zum Samut Prakan City FC. Der Verein aus Samut Prakan spielt in der höchsten thailändischen Liga, der Thai League. Sein Erstligadebüt feierte er am 13. September 2020. Im Spiel gegen den Rayong FC stand er in der Anfangsformation und stand bis zum Ende des Spiels auf dem Spielfeld. Das Spiel endete 1:0 für Samut. Am Ende der Saison 2021/22 belegte er mit Samut den vorletzten Tabellenplatz und musste somit in die zweite Liga absteigen. Nach insgesamt 62 Ligaspielen wechselte er im Sommer 2023 wieder in die erste Liga, wo er sich in Khon Kaen dem Khon Kaen United FC anschloss. Am Ende der Saison 2024/25 wurde er mit Khon Kaen Tabellenletzter und musste somit in die zweite Liga absteigen. Nach dem Abstieg verließ er den Verein und schloss sich im Juli 2025 dem Zweitligisten Mahasarakham SBT FC an.